# Bryan Loayza
Bryan Loayza (n. Santo Domingo, Ecuador) es un árbitro de fútbol ecuatoriano. Es árbitro internacional FIFA desde 2023.

## Trayectoria
Bryan Loayza es un árbitro ecuatoriano que nació en la ciudad de Santo Domingo de los Tsáchilas,  cuyos orígenes familiares están en el cantón Penipe en la provincia de Chimborazo. Debutó en el año 2019 y es internacional FIFA desde 2023 como juez central y árbitro VAR, sus inicios en el arbitraje van desde 2016 en categorías inferiores y en torneos de Segunda Categoría, ya en la temporada 2019 a la Primera Categoría B del Campeonato Ecuatoriano de Fútbol dirigió un partido siendo su debut.
Uno de los partidos más importantes donde estuvo presente fue la final de ida de la LigaPro Serie A 2022 entre Barcelona vs. Aucas, fue designado como el principal árbitro asistente de video (VAR). Desde el año 2021 viene siendo juez central en la máxima categoría del fútbol ecuatoriano, tanto en el torneo nacional como en la Copa Ecuador.
En el plano nacional debutó como árbitro central en el año 2019 dentro de la Serie B el 11 de agosto de ese año en el partido entre Gualaceo Sporting Club vs. Club Deportivo Independiente Juniors, partido disputado en la ciudad de Gualaceo.
| 11 de agosto de 2019 | Gualaceo  | 1:0 (1:0) | Independiente Juniors | Estadio Gerardo León Pozo, Gualaceo |                          |
| 16:00 (UTC-5)        | Vacca 26' | Reporte   |                       | Árbitro(s): Bryan Loayza            | Árbitro(s): Bryan Loayza |

Su debut en la Serie A de Ecuador fue en 2021, en el partido entre Deportivo Cuenca vs. Macará del 25 de octubre, el encuentro se jugó en Cuenca, válido por la Fecha 11 de la Fase 2.
| 25 de octubre de 2021 | Deportivo Cuenca        | 1:1 (1:1) | Macará              | Estadio Alejandro Serrano Aguilar, Cuenca              |                                                        |
| 19:00 (UTC-5)         | Dorregaray 45+2' (pen.) | Reporte   | Quiñónez 22' (a.g.) | Asistencia: 2523 espectadores Árbitro(s): Bryan Loayza | Asistencia: 2523 espectadores Árbitro(s): Bryan Loayza |

## Internacional
A nivel internacional en torneos Conmebol tuvo su debut en la temporada 2023 en la Copa Sudamericana.

### Participaciones en Juegos Panamericanos
| Torneo masculino de fútbol en los Juegos Panamericanos de 2023 – Chile | Torneo masculino de fútbol en los Juegos Panamericanos de 2023 – Chile | Torneo masculino de fútbol en los Juegos Panamericanos de 2023 – Chile | Torneo masculino de fútbol en los Juegos Panamericanos de 2023 – Chile | Torneo masculino de fútbol en los Juegos Panamericanos de 2023 – Chile | Torneo masculino de fútbol en los Juegos Panamericanos de 2023 – Chile | Torneo masculino de fútbol en los Juegos Panamericanos de 2023 – Chile | Torneo masculino de fútbol en los Juegos Panamericanos de 2023 – Chile |
| Fecha                                                                  | Partido                                                                | Sede                                                                   | Fase                                                                   | Amonestado                                                             | Otorgado · Otorgado otra vez · Expulsado                               | Expulsado                                                              | Anotado · Penal                                                        |
| ---------------------------------------------------------------------- | ---------------------------------------------------------------------- | ---------------------------------------------------------------------- | ---------------------------------------------------------------------- | ---------------------------------------------------------------------- | ---------------------------------------------------------------------- | ---------------------------------------------------------------------- | ---------------------------------------------------------------------- |
| 23 de octubre de 2023                                                  | Chile 1 – 0 México                                                     | Viña del Mar                                                           | Fase de grupos                                                         | 3                                                                      | 0                                                                      | 0                                                                      | 0                                                                      |
| 29 de octubre de 2023                                                  | Chile 5 – 0 República Dominicana                                       | Viña del Mar                                                           | Fase de grupos                                                         | 6                                                                      | 0                                                                      | 0                                                                      | 0                                                                      |
| 1 de noviembre de 2023                                                 | Brasil 1 – 0 México                                                    | Viña del Mar                                                           | Semifinales                                                            | 5                                                                      | 0                                                                      | 0                                                                      | 0                                                                      |

## Estadísticas
| Competición                                                                | Organizador | Años  | PD | Amonestado | Prom. | Expulsado | Prom. |
| -------------------------------------------------------------------------- | ----------- | ----- | -- | ---------- | ----- | --------- | ----- |
| Serie A de Ecuador                                                         | FEF–LigaPro | 2021– | 35 | 226        | 6,46  | 23        | 0,66  |
| Serie B de Ecuador                                                         | FEF–LigaPro | 2019– | 22 | 140        | 6,36  | 5         | 0,23  |
| Copa Ecuador                                                               | FEF         | 2019– | 3  | 4          | 1,33  | 2         | 0,67  |
| Supercopa de Ecuador                                                       | FEF         |       | 0  | 0          | 0     | 0         | 0     |
| Copa Conmebol Sudamericana                                                 | Conmebol    | 2023– | 1  | 5          | 5     | 0         | 0     |
| Fútbol en los Juegos Panamericanos                                         | ODEPA       | 2023  | 3  | 14         | 4,67  | 0         | 0     |
| Total                                                                      | Total       | 2019– | 64 | 389        | 6,08  | 30        | 0,47  |
| Datos actualizados al último partido arbitrado el 31 de diciembre de 2023. |             |       |    |            |       |           |       |